# Jānis Mendriks
Jānis Mendriks (ur. 21 stycznia 1907, zm. 1 sierpnia 1953) – Sługa Boży Kościoła katolickiego.

## Życiorys
Jānis Mendriks urodził się w pobliżu Aglony na terenie dzisiejszej Łotwy. Wstąpił do Zgromadzenia Księży Marianów, a potem rozpoczął nowicjat w Vilani w dniu 8 grudnia 1926 roku i rok później 9 grudnia 1927 roku złożył śluby zakonne po czym kontynuował naukę w katolickim gimnazjum w Aglonie. W niedzielę 3 kwietnia 1938 roku został wyświęcony na kapłana w katedrze św. Jakuba w Rydze. W dniu 25 października 1950 roku został aresztowany przez MGB w Jounborne, a następnie osadzony w więzieniu w Rydze. Został skazany w dniu 24 marca 1951 roku na 10 lat pracy przymusowej. Następnie został deportowany do Republiki Komi i pracował w kopalni węgla w Workucie. W dniu 25 lipca 1953 roku rozpoczął strajk wraz z innymi więźniami i 1 sierpnia razem z więźniami otoczył obóz, wówczas żołnierze zaczęli do nich strzelać. Zginął recytując formułę rozgrzeszenia. W dniu 5 lipca 1991 roku został zrehabilitowany. W dniu 31 maja 2003 roku rozpoczął się jego proces beatyfikacyjny.